# اندری سوکولنکو
اندری سوکولنکو (اوکراینی: Андрій Євгенович Соколенко؛ زادهٔ ۸ ژوئن ۱۹۷۸) بازیکن فوتبال اهل اوکراین است.
از باشگاه‌هایی که در آن بازی کرده‌است می‌توان به باشگاه فوتبال آق‌تپه، باشگاه فوتبال تاوریا سیمفروپول، باشگاه فوتبال سیمرغ زاقاتالا، باشگاه فوتبال اسپارتاک ایوانو-فرانکیفسک، و باشگاه فوتبال دینامو مینسک اشاره کرد.